# Noritake Takahara
Noritake Takahara (Japans: 高原敬武, Takahara Noritake) (Tokio, 6 juni 1951) is een autocoureur uit Japan. Hij nam twee keer deel aan een Formule 1 Grand Prix.
Takahara begon zijn autosportcarrière in 1969 met een Honda S800 en reed in 1973 een aantal Formule 2-races in Europa. In 1974 en 1976 won hij het Formule 2000-kampioenschap, de Japanse tegenhanger van de Formule 2. Takahara was ook deelnemer aan de eerste twee edities van de Grand Prix van Japan in 1976 en 1977 op het circuit van Fuji. Het eerste jaar werd hij met een geleende Surtees negende, een jaar later viel hij met de Japanse Kojima-auto uit na een crash in de eerste ronde.